# Вароши, Дьюла
Дью́ла Ва́роши (венг. Városy Gyula, 14 августа 1846 года, Австрийская империя — 28 октября 1910 года, Австро-Венгрия) — католический прелат, епископ Секешфехервара с 16 декабря 1901 года по 11 декабря 1905 год, архиепископ Калочи с 11 декабря 1905 по 28 октября 1910 год .

## Биография
24 июля 1870 года Дьюла Вароши был рукоположён в священника.
1 ноября 1901 года австро-венгерские власти назначили Дьюлу Вароши епископом Секешфехервара. 16 декабря 1901 года Римский папа Лев XIII утвердил это назначение. 19 января 1902 года состоялось рукоположение Дьюлы Вароши в епископа, которое совершил архиепископ Калочи Дьёрдь Часка в сослужении с епископом Книна Яношем Майороши и титулярным епископом Самосаты Йожефом Медардом Колем. 
11 декабря 1905 года Римский папа Пий X назначил Дьюлу Вароши архиепископом Калочи.
Скончался 28 октября 1910 года.